# 克罗地亚考古文物博物馆
克罗地亚考古文物博物馆  位于克罗地亚斯普利特 Meštrovićevo šetalište 18号，是该国唯一一个致力于研究和展示中世纪（7-15世纪），尤其是中世纪早期（9-12世纪）克罗地亚文物的博物馆。 
该博物馆于1893年在克宁成立，后来先后迁至錫尼、克利斯，最后迁至斯普利特，今天收藏品展示在专门建造的博物馆中（1976年）。
这些藏品主要包括珠宝、武器和日用品，还包括大量曾经属于克罗地亚古代教堂内部的石制品。中世纪早期的柳条、泥塑和古克罗地亚拉丁语文物的收藏品是欧洲同类藏品中收藏量最大的。